# Cathédrale de la Résurrection de Lviv
Cette  cathédrale n’est pas la seule cathédrale de la Résurrection.
La cathédrale de la Résurrection (en ukrainien : Собор Святого Воскресіння (Івано-Франківськ)) est la cathédrale de Lviv.  
L'édifice est construit entre 1752 et 1761 en remplacement de la première église jésuite construite entre 1720 et 1729 mais qui fut démolie pour vices de forme.

## Galerie

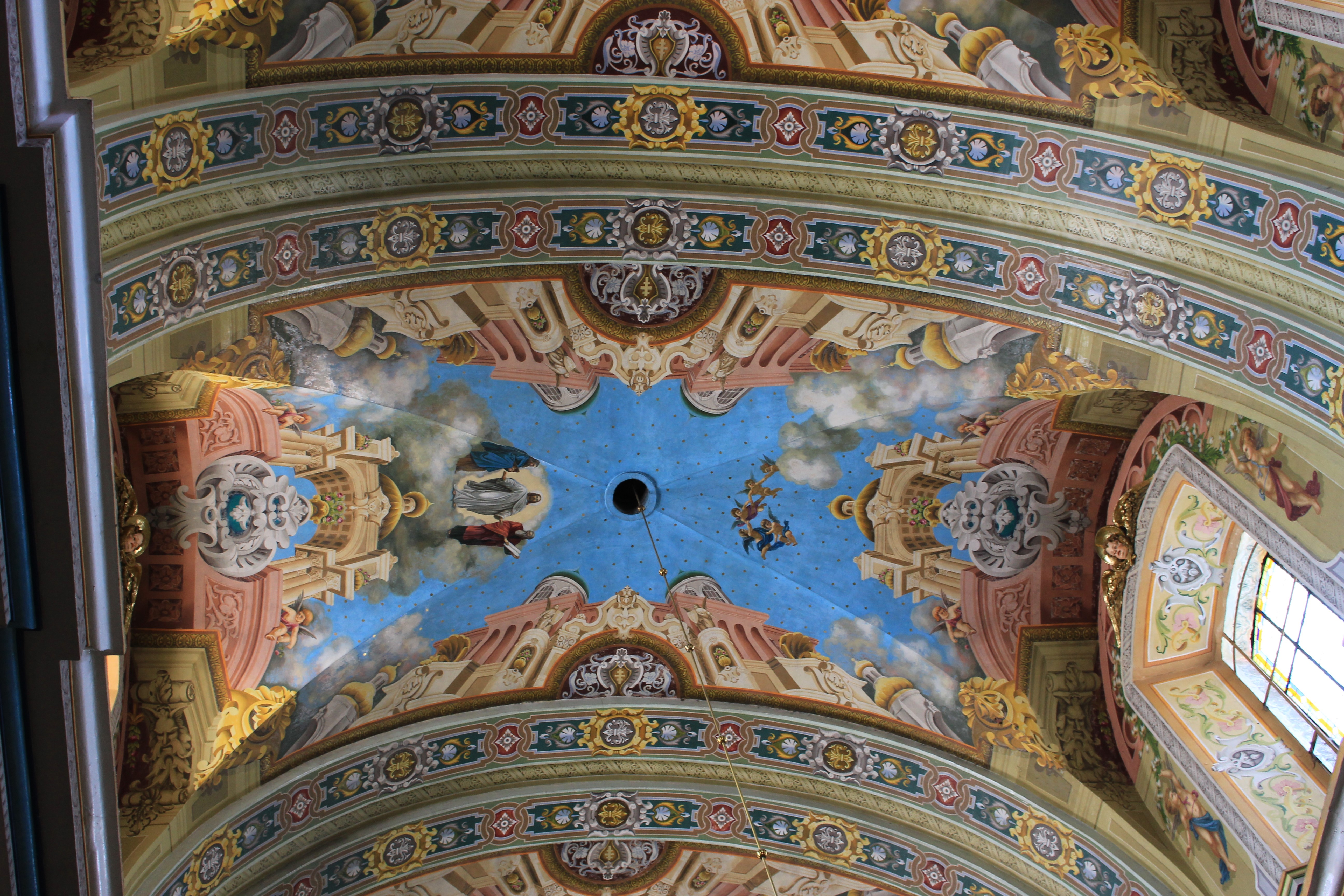
Son plafond.
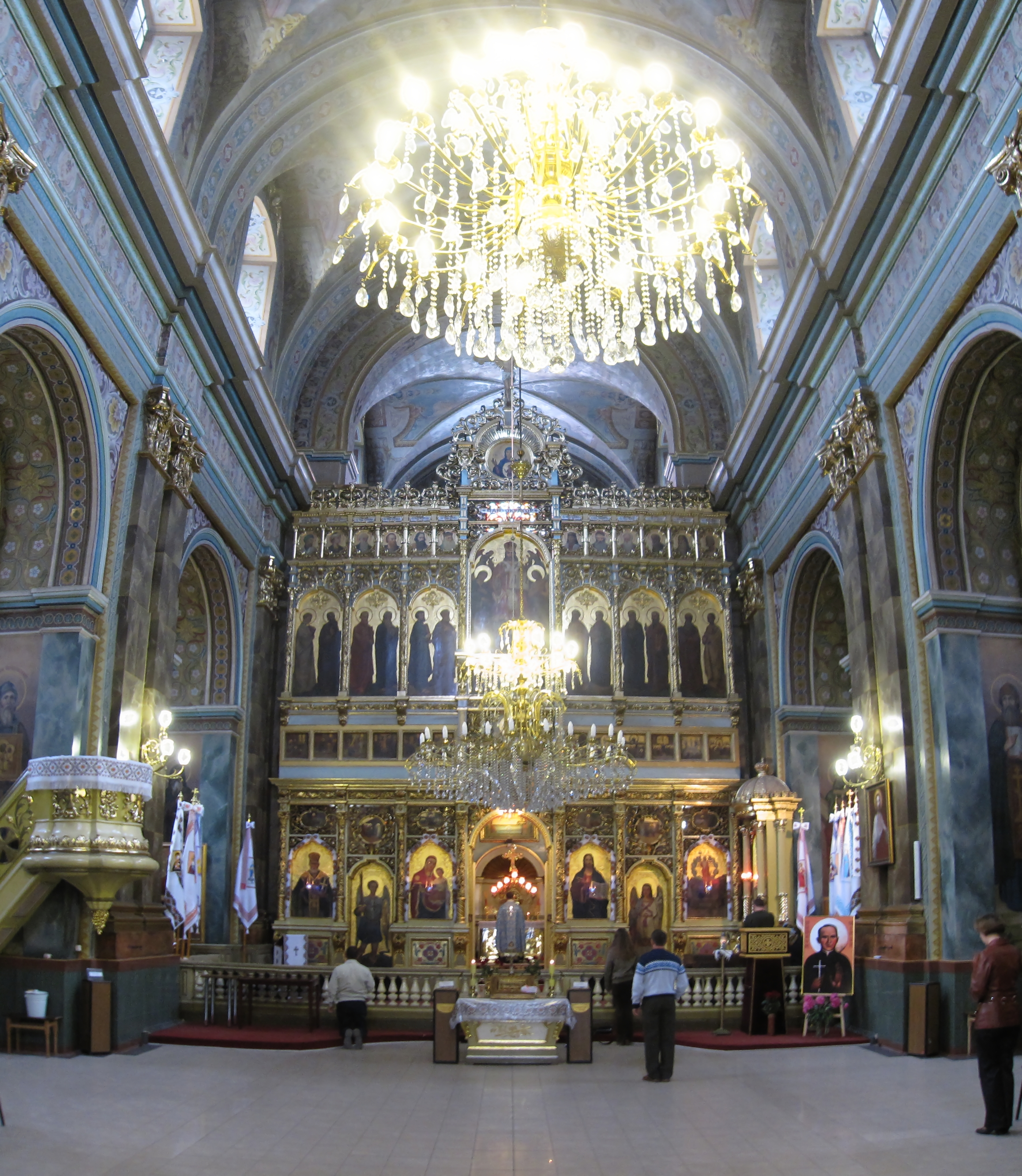
Son iconostase.
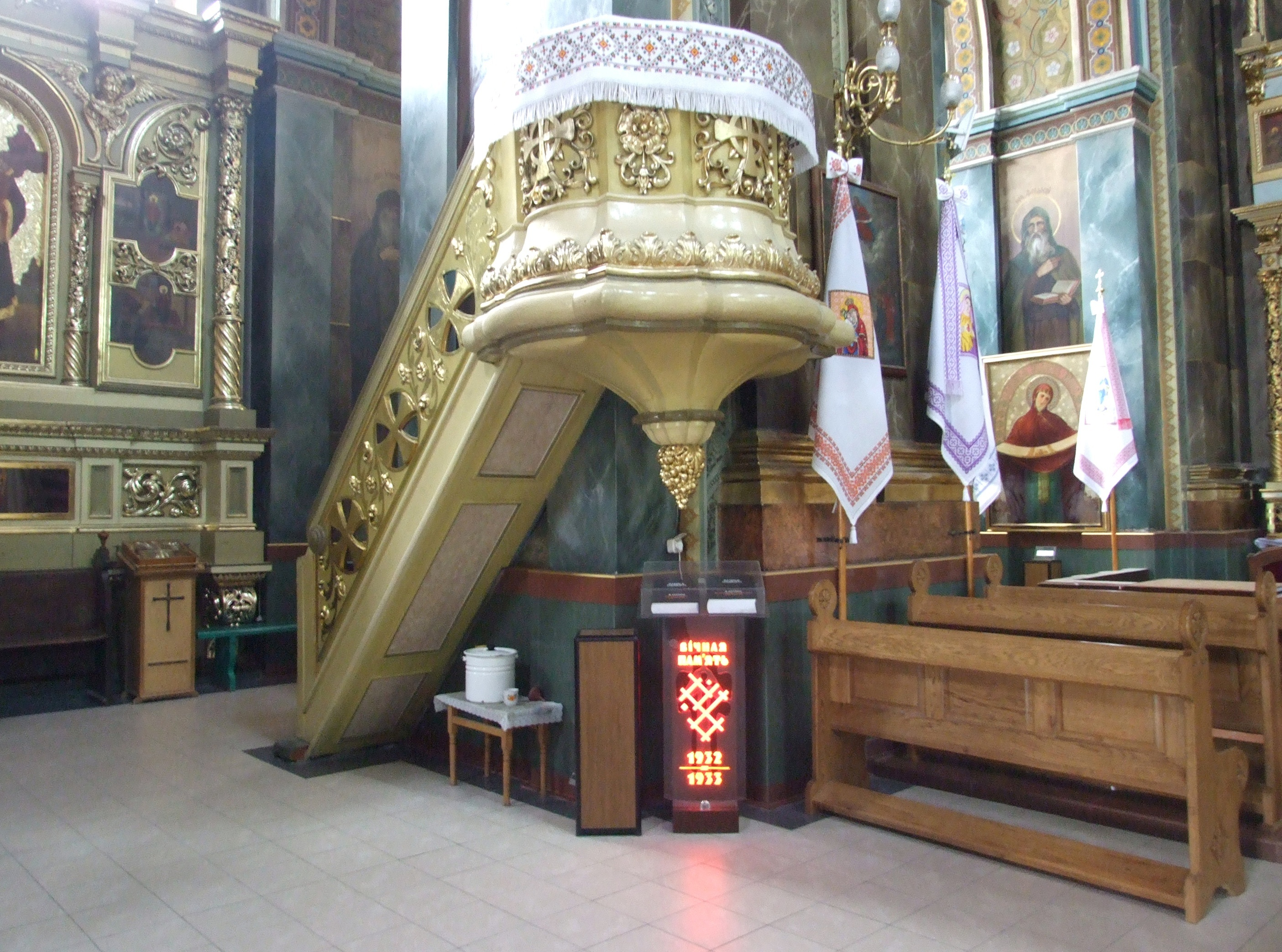
Sa chaire.
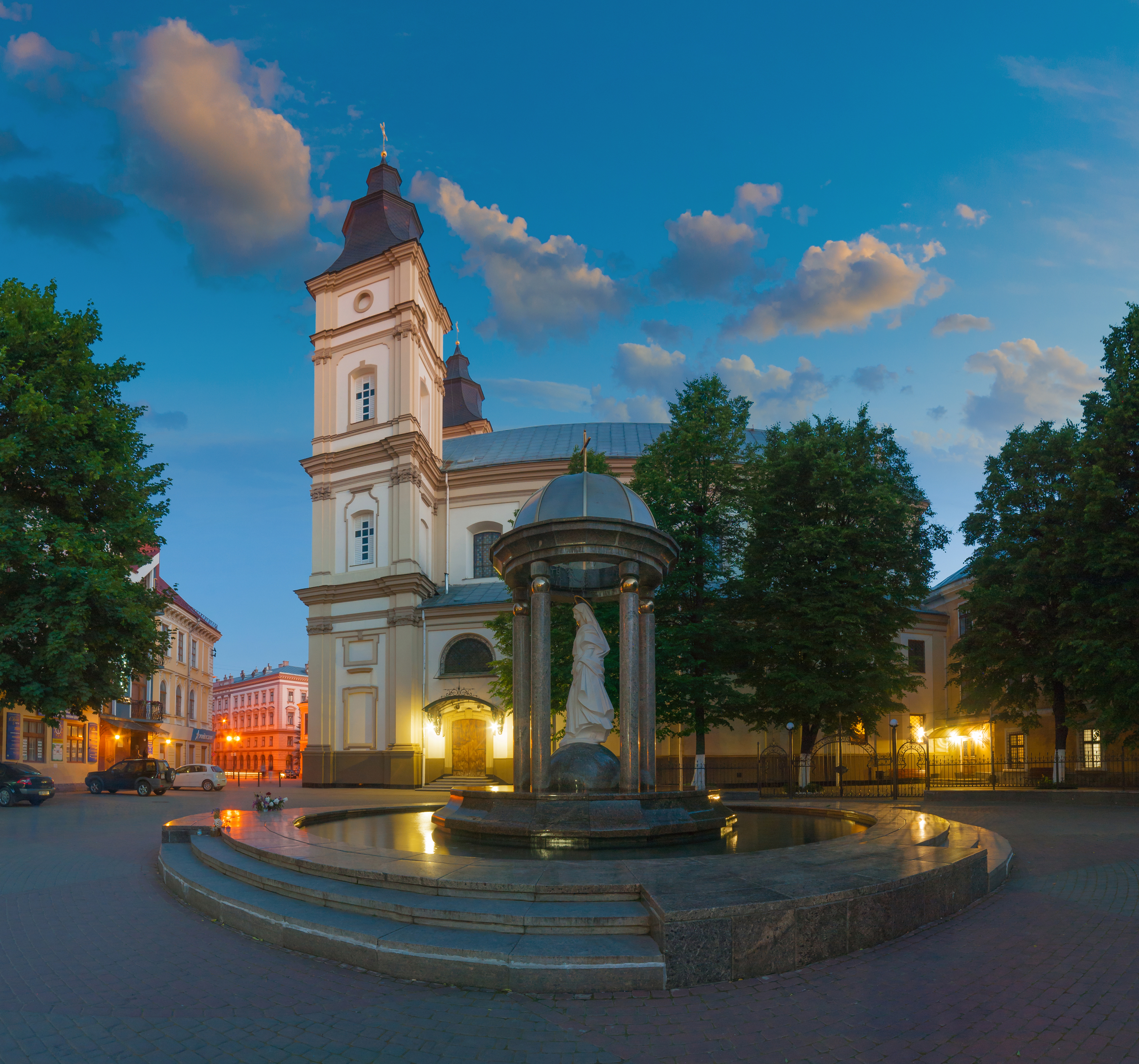
Sur la place.